# Udo Beyer
Udo Beyer, nemški atlet, * 9. avgust 1955, Eisenhüttenstadt, Vzhodna Nemčija.
Beyer je v svoji karieri štirikrat nastopil na poletnih olimpijskih igrah v suvanju krogle. V letih 1976 v Montrealu, 1980 v Moskvi in 1988 v Seulu za Vzhodno Nemčijo ter leta 1992 v Barceloni za Nemčijo. Največji uspeh je dosegel na svoji prvi olimpijadi leta 1976, ko je v starosti dvajset let osvojil zlato medaljo. Štiri leta za tem je osvojil bronasto medaljo, na igrah leta 1988 četrto mesto, leta 1992 pa se v starosti šestintrideset let ni uvrstil v finale. Na evropskih prvenstvih je osvojil dva naslova prvaka v letih 1978 in 1982 ter bronasto medaljo leta 1986. 6. julija 1978 je postavil nov svetovni rekord v suvanju krogle s 22,15 m v Göteborgu. Rekord je veljal do 25. junija 1983, ko je v Los Angelesu rekord popravil na 22,22 m. Septembra 1985 mu je rojak Ulf Timmermann rekord odvzel, toda 20. avgusta 1986 je še tretjič postavil svetovni rekord z 22,64 m v Berlinu. Rekord je veljal do avgusta 1987, ko ga je izboljšal Alessandro Andrei. Leta 1978 je bil izbran za vzhodnonemškega športnika leta.